# Periodisme d'investigació

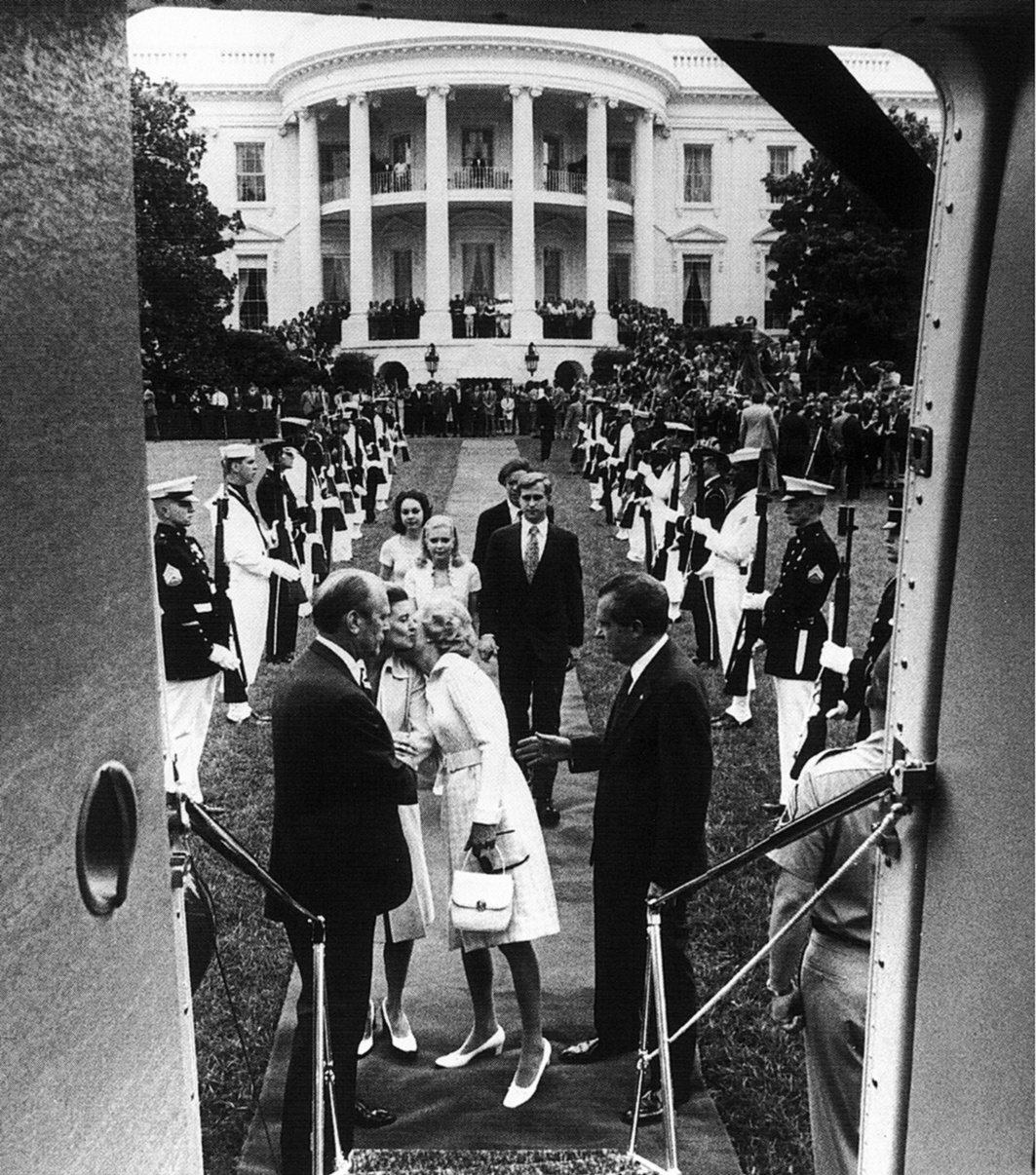
Nixon abandonant la Casa Blanca poc abans que la seva dimissió esdevingués efectiva (9 d'agost de 1974) en el desenllaç de l'Escàndol Watergate, una de les fites del periodisme d'investigació.

El periodisme d'investigació és la tasca de mostrar qüestions que s'han intentat amagar, tant si aquesta ocultació ha estat de manera deliberada per algú en una posició de poder, com si ha estat de manera accidental, darrere oceans de dades o circumstàncies que en dificulten la comprensió. És una activitat que requereix la utilització de fonts i documents públics i secrets. Acceptant que el periodisme convencional és reactiu o passiu, en el sentit que depèn principalment o exclusiva del material produït per fonts oficials polítiques o econòmiques, el periodisme d'investigació és actiu perquè depèn de material generat a partir de la iniciativa del propi periodista. El periodisme d'investigació també té un component de voluntat de canviar el món.
L'origen del periodisme d'investigació es pot situar a la dècada de 1960 als Estats Units, quan es posà en qüestió el periodisme tradicional per la seva proximitat al poder. El cas Watergate de la dècada de 1970 és una de les fites del periodisme d'investigació.